# Szőgyény család
A magyarszőgyéni Szőgyény, illetve a magyarszőgyéni és szolgaegyházi Szőgyény-Marich család egy XVI. századból eredő magyar nemesi család.

## Története
A család az Esztergom vármegyei Magyarszőgyén településről származik, első ismert felmenőjük a XVI. században élt Máté, aki Esztergom várának kapitánya volt. A család később több vármegyébe is elágazott, Pozsony, Nyitra, Gömör, Zemplén és Szabolcs vármegye területére is. Az első három ág hamarosan ki is halt, de a többi ágazat 1466-ban Mátyástól kaptak királyi adománylevelet. A szabolcsi ágból származott Ferenc pozsonyi kanonok, és János Máté (1702–1757) tartományi biztos, akit III. Károly helytartótanácsossá nevezett ki. Az ő fia volt Imre (1752–1806) szabolcsi alispán, akinek a Krucsay család utolsó tagja, Mária volt a felesége. E házasságból született Zsigmond későbbi alkancellár.
A család egyik tagja, László, a szolgaegyházi Marich család utolsó tagját, Máriát vette feleségül. Marich Máriát fiúsították, így László a Szőgyény-Marich kettős nevet vette fel. Fia, László grófi címet kapott Ferenc Józseftől.

## Jelentősebb családtagok
- Bohus-Szőgyény Antónia (1803–1890) az 1848-49-es szabadságharcban vállalt jelentős szerepet, jótékonykodásairól is nevezetes volt
- Szőgyény Ferenc (1764–1852) zempléni alispán
- Szőgyény Zsigmond (1775–1826) hadbíró, ügyész, alkancellár
- Szőgyény-Marich László (1806–1893) kamarás, titkos tanácsos, az MTA igazgatósági tagja
- Szőgyény-Marich László (1840–1916) kamarás, tanácsos, miniszter, diplomata, az MTA igazgatósági tagja